# Służba wywiadowcza
Służba wywiadowcza (wywiad) – służba specjalna zajmująca się pozyskiwaniem (często niejawnych) informacji oraz ich przetwarzaniem, przechowywaniem, analizą tych informacji i przekazywaniem ich rządowi.
Służba wywiadowcza realizuje poza zadaniami o charakterze informacyjnym także zadania o charakterze sprawczym. Taka instytucja poza granicami państwa wykonuje politykę rządu. Politykę zagraniczną rządu może wykonywać w sposób legalny, nielegalny, a także poprzez dyplomację. Czyni to wpływając (także w sposób brutalny) na osoby mające wpływ na działalność, która jest ważna dla rządu, dla interesu państwa.
W skali państwa wywiad to jeden ze sposobów rozpoznania strategicznego, polegający na zbieraniu najważniejszych wiadomości politycznych, wojskowych i gospodarczych. Współcześnie, dzięki takim zdobyczom techniki jak podsłuch satelitarny, działalność wywiadowczą można również prowadzić nie opuszczając terytorium własnego państwa.